# Stazione di Oviglio
La stazione di Oviglio è una fermata ferroviaria posta sulla linea Alessandria-Cavallermaggiore. Serve il centro abitato di Oviglio.
Attualmente è inutilizzata dal 2012 a seguito della sospensione del traffico sulla tratta ferroviaria.
In passato era presente un binario di raddoppio, successivamente eliminato con conseguente trasformazione in fermata.